# Фогель, Густав Львович
Густав Львович (Людвигович) Фогель ( нем. Gustav Ludwig Vogel; 1805 — после 1859) — немецкий и российский юрист и педагог; доктор философии и доктор права.

## Биография
Родился в 1805 году в Штадтильме в семье Людвига Лаврентьевича Фогеля. Получил образование в Кёнигсбергском университете, где в 1827 году ему была присвоена научная степень доктора философии и магистра свободных наук.
В 1828 году был назначен адъюнкт-профессором по кафедре уголовных и полицейских законов Казанского университета; с 1837 года, с введением устава 1835 года, исправлял должность экстраординарного профессора. В 1839 году был удостоен степени доктора права, в 1850 году утвержден исправляющим должность ординарного профессора и занимал её до 1 августа 1858 года, когда, за выслугой 30 лет, был уволен в почётную отставку. Кроме того, с 11 июня по 19 августа 1856 года он исправлял на юридическом факультете должность декана.
Фогель поместил в «Ученых записках Казанского университета» следующие две статьи: «Ueber sittliche und bürgerliche Besserung der Verbrecher, als das sicherste Mittel den Zweck der Strafgesetzgebung zu erreichen» (1834, II. — Стлб. 283—727), и «Опыт восстановления текста и объяснения Правды Русской» (1848, II. — Стлб. 126—177).
Его заслуги были отмечены орденом Святой Анны 3-й степени и знаком отличия «За 25 лет беспорочной службы». С 18 ноября 1840 года состоял в чине статского советника.
С 1858 года был женат на Софье Рахау.